# Rybářské stavby na Třeboňsku
Rybářské stavby na Třeboňsku se vyskytují v Třeboňské pánvi a jsou právě pro oblast typické, neboť souvisí s rybníkářstvím, kterým je v České republice právě Třeboňsko nejvíc proslulé. Rozprostírá se zde velká rybniční soustava, která je jediná svého druhu na světě. Soustavu tvoří více než 500 rybníků, které jsou propojené řekou Lužnicí, Nežárkou a zvláště geniální Zlatou stokou. O tuto promyšlenou vodní soustavu se zasloužili v první polovině 16. století velcí rybníkáři Štěpánek Netolický a Jakub Krčín z Jelčan a Sedlčan. Výjimečnost této soustavy tvoří  kromě ucelenosti a velké rozloze také  produkční schopnost rybníků (dodnes se na ní hospodaří) a ohromný vodohospodářský význam spočívající v protipovodňovém charakteru. Z těchto důvodů Třeboňsko již od roku 2003 usiluje o zápis do seznamu UNESCO jako světové kulturní a přírodní dědictví.
Rybářskými stavbami na Třeboňsku jsou v prvé řadě třeboňské rybníky. Dále jsou to tzv. rybářské bašty, sádky a pěšárny. Tyto názvy vznikly z rybářského slangu, který je jedním z nejstarších českých slangů, a používá se mezi třeboňskými rybáři dodnes. Důvodem je skutečnost, že rybářské řemeslo vzniklo právě v Čechách a odtud se šířilo do sousedních zemí. 
Mezi rybářské stavby lze zahrnout i splavy - vodohospodářsky řečeno bezpečnostní přelivy, které jsou nezbytné u velkých rybníků při katastrofálních povodních neboť odvádí stranou hráze rybníka nadbytečné  vody a brání tak provalení hráze.